# Østerå
Østerå eller Kjærs Mølleå är ett cirka 15 km långt vattendrag i Danmark. Det ligger i Region Nordjylland, i den norra delen av landet. Åns källa ligger nordöst om Støvring och den mynnar ut i Limfjorden.